# 揚格斯 (密蘇里州)
揚格斯（英語：Youngers）是位於美國密蘇里州卡勒韋縣的非建制地區。

## 歷史
揚格斯的郵局於1862年設立，其後於1908年停運。

## 地理
揚格斯所處的海拔為高於海平面267米（即876英呎），而該地所採用的時區為UTC-6，即北美中部時區（CST）。同時該地設有夏令時間，為UTC-6調快一小時，即UTC-5（CDT）。